# عين فتحي
عين فتحي بلدة عراقية في محافظة نينوى شمال العراق، تقع غربي مدينة الموصل، شمال ناحية القيروان.

## تاريخ

### تاريخ حديث
تعرضت المنطقة لسيطرة تنظيم الدولة الإسلامية كما حدث مع القرى والمناطق المجاورة لها بعدما سقطت الموصل بيدهم في حزيران 2014.
حتى تم تحريرها في آيار 2017.[بحاجة لمصدر]